# Hispano-Suiza J12

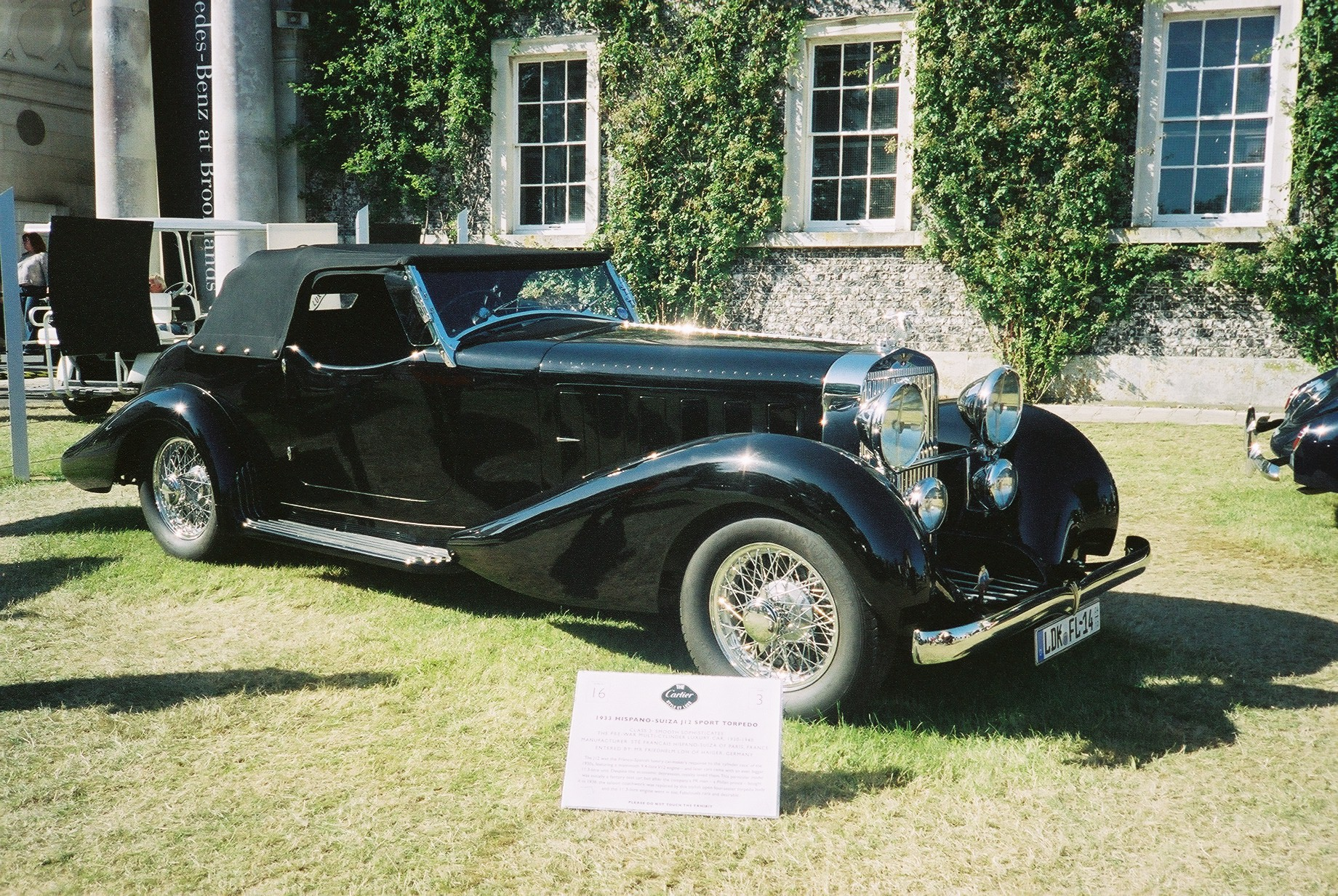
Hispano-Suiza J12. SportTorpedo. 1933

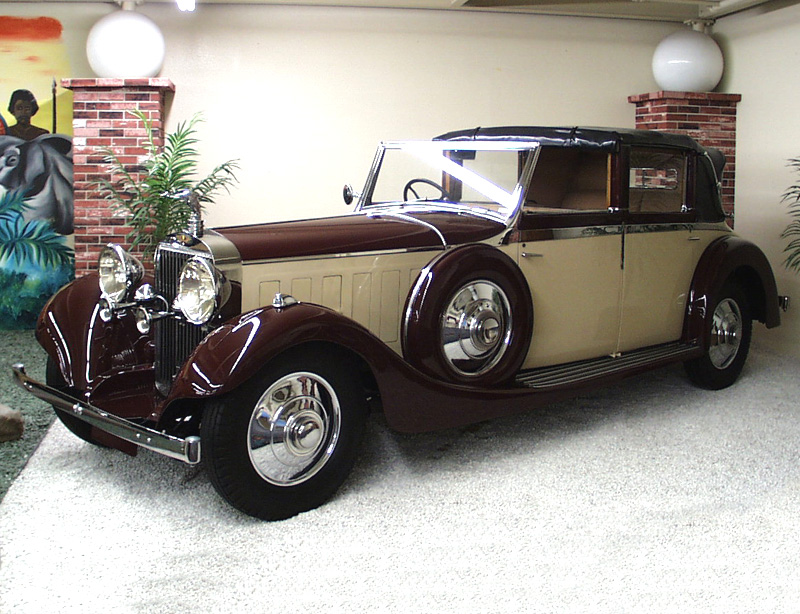
Hispano-Suiza J12. Coupé de ville. 1934

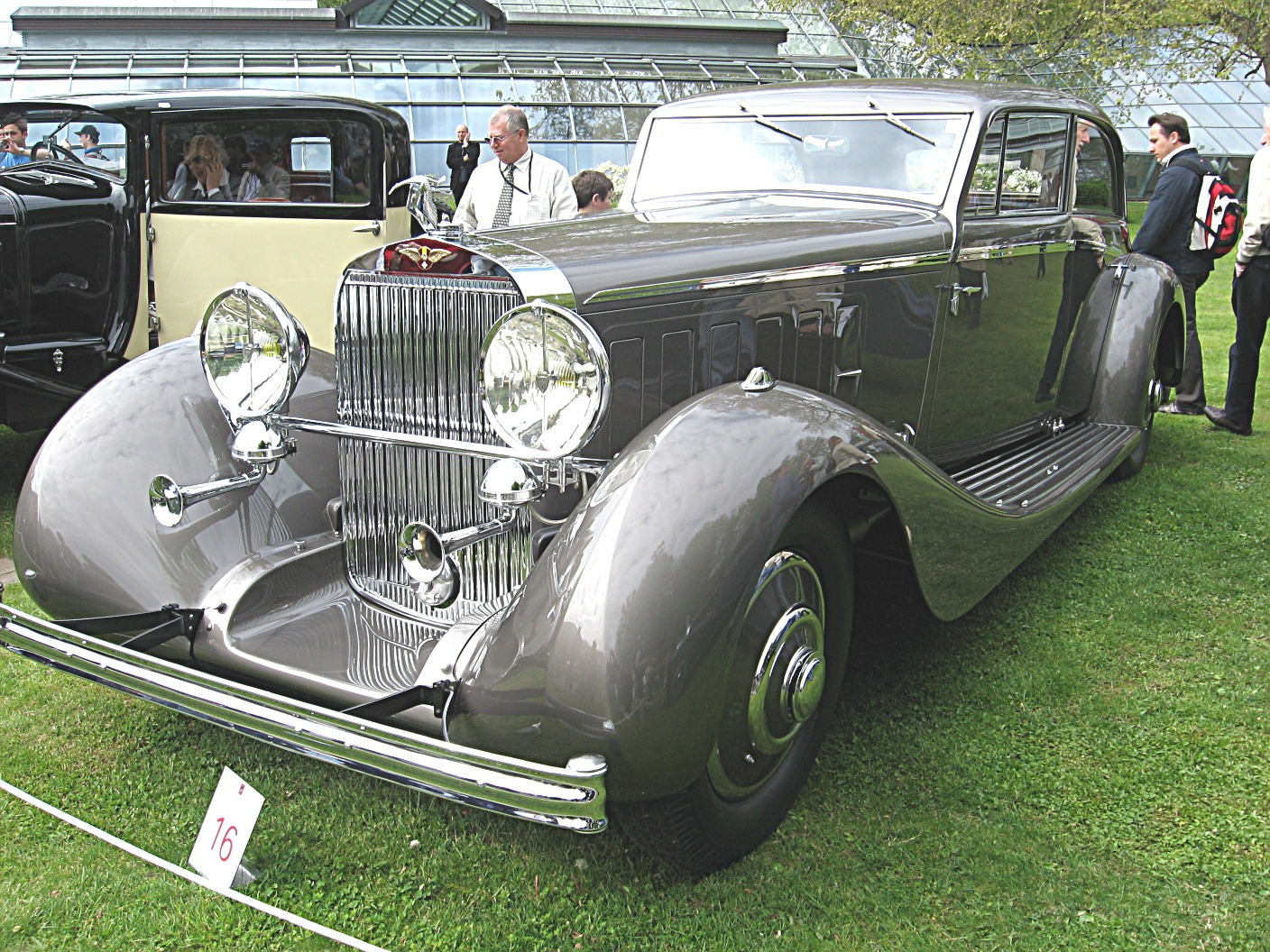
Hispano-Suiza J12. limousine. 1936

Hispano-Suiza J12 була одним з найрозкішніших автомобілів 1930-х років.

## Історія
Модель спроектував Марк Біркігт. Вироблялась французькоюкомпанією "Hispano-Suiza" впродовж 1931-1938 років. Вона замінила застарілу модель Hispano-Suiza H6, що випускалась з 1919 року. Модель мала перевершити розкішний Bugatti Royale. Покупцям пропонували чотири варіанти шасі з різною колісною базою (3429 мм; 3708 мм; 3810 мм; 4013 мм) і кузови типу лімузин, родстер, кабріолет, ландо.
Модель вперше представили на Паризькому автосалоні 1932 р. На свій час це була надійна машина, що дозволяла здійснити поїзду з Парижу до моря і назад без заміни оливи, води.
Через обмежений попит на люксусові авто компанія Hispano-Suiza припинила випускати 1938 автомашини, зокрема  J12, заради випуску авіаційних моторів для потреби війська.

## Технічні дані
Модель T68 отримала авіаційний V-подібний 12-циліндровий 24-клапанний мотор об'ємом 9425 см³ потужністю 220 к.с. при 3000 об/хв. Як і в "Бугатті", блок і головку циліндрів виготовляли з цілісної заготовки вагою 318 кг. Два автомобілі моделі T68 bis отримали мотори об'ємом 11310 см³ і потужністю 250 к.с. Декілька шасі отримали ще більш потужні двигуни. Мотор доповнювала механічна 3-ступінчаста коробка передач. Гальмівна система на обох мостах мала підсилювчі гальм.